# حارث بن ربیع
حارث بن ربیع بن زیاد از قبیله غطفان و صحابه محمد، پیامبر اسلام، بود. در خصوص حارث بن ربیع که آخرین فرماندار علی بن ابی طالب بر مدینه بود، دو نظر وجود دارد. یک نظر که سید محسن امین و علامه مامقانی نقل کرده‌اند، آن است که همین حارث بن زیاد غطفانی بوده است اما علامه شوشتری وی را تابعی و از قبیله بنی نجّار می‌داند.